# Hamid Kahram
Hamid Kahram (1958-Teherán; 19 de marzo de 2020) fue un político y veterinario iraní miembro del Parlamento iraní en representación de Ahwaz entre 2000 y 2004.

## Carrera política
También fue director general de la Oficina de Becas e Intercambio de Estudiantes, Ministerio de Ciencia, Investigación y Tecnología.
Durante las elecciones presidenciales de 2017, Kahram fue el jefe de la campaña de Hassan Rouhani en la provincia de Juzestán.

## Fallecimiento
Kahram falleció en el Hospital Fioozgar de Teherán el jueves 19 de marzo por la mañana a consecuencia del COVID-19.